# Diplocephalus pseudocrassilobus
Diplocephalus pseudocrassilobus är en spindelart som beskrevs av Gnelitsa 2006. Diplocephalus pseudocrassilobus ingår i släktet Diplocephalus och familjen täckvävarspindlar.
Artens utbredningsområde är Ukraina. Inga underarter finns listade i Catalogue of Life.